# Mobilité réduite

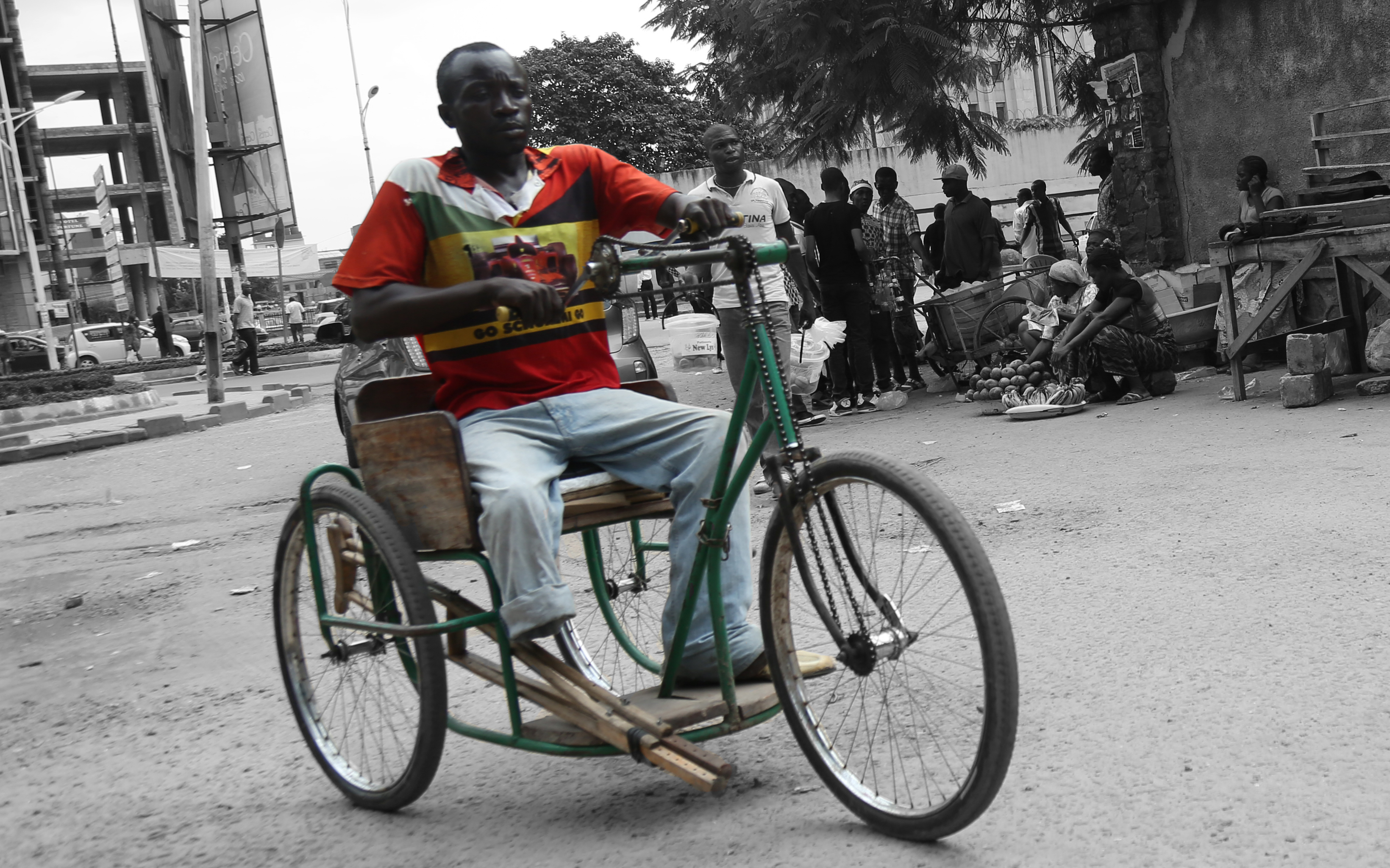
Personne se déplaçant avec un cycle adapté en République démocratique du Congo.

La mobilité réduite est une situation de handicap due à une diminution des capacités de déplacement dans l'espace public d'une personne, de manière temporaire ou définitive. Cela peut être lié notamment à des déficiences prénatales, des maladies invalidantes (telles que la sclérose en plaques ou SEP), des accidents, ou plus généralement au vieillissement mais aussi à des situations ponctuelles comme c'est le cas pour les femmes enceintes, les personnes accompagnées de jeunes enfants (avec ou sans poussette), ou celles ayant un bagage lourd.
Une mobilité réduite amène la personne à avoir une autonomie de déplacement limitée ou nulle dans un environnement « ordinaire ». De ce fait, une grande partie des bâtiments publics et privés, des moyens de transports, des offres de loisirs, des voies publiques, des logements, des services leur deviennent inaccessibles.
L'amélioration des conditions de vie des personnes à mobilité réduite (PMR) fait l'objet d'actions de la part d'organismes et associations en direction des pouvoirs publics et des gestionnaires de lieux et établissements recevant du public ou ERP (commerces, sites touristiques, lieux culturels) afin d'améliorer l'accessibilité et l'aménagement des espaces de vie.

## En Europe
La directive 2001/85/CE du Parlement européen et du Conseil du 20 novembre 2001 concernant des dispositions particulières applicables aux véhicules destinés au transport des passagers établit que les personnes à mobilité réduite sont : « Toutes les personnes ayant des difficultés pour utiliser les transports publics, telles que, par exemple, personnes handicapées (y compris les personnes souffrant de handicaps sensoriels et intellectuels et les personnes en fauteuil roulant), personnes handicapées des membres, personnes de petite taille, personnes transportant des bagages lourds, personnes âgées, femmes enceintes, personnes ayant un caddie et personnes avec enfants (y compris enfants en poussette) ».
En Europe en 2020, cette situation de mobilité réduite concerne 127 millions de personnes, soit près d'un tiers de la population.

## En France
L’accessibilité des matériels roulants aux personnes en situation de handicap est, en matière de transport public, réglementée par le décret no 2006-138 du 9 février 2006 pour le matériel roulant affecté aux services de transport public terrestre de voyageurs.